# 르네의 사생활 2
《르네의 사생활 2》(Histoire d'O: Chapitre 2, Story Of O, Part II)는 파나마에서 제작된 에릭 로카 감독의 1984년 드라마, 에로 영화이다. 마누엘 드 블라스 등이 주연으로 출연하였다.
안 데클로스의 1954년 소설에 기반을 둔다.

## 출연

### 주연
- 마누엘 드 블라스

### 조연
- 캐롤 제임스
- 에두아르도 베아

## 기타
- 원작자: 안 데클로스